# エイムズ研究センター

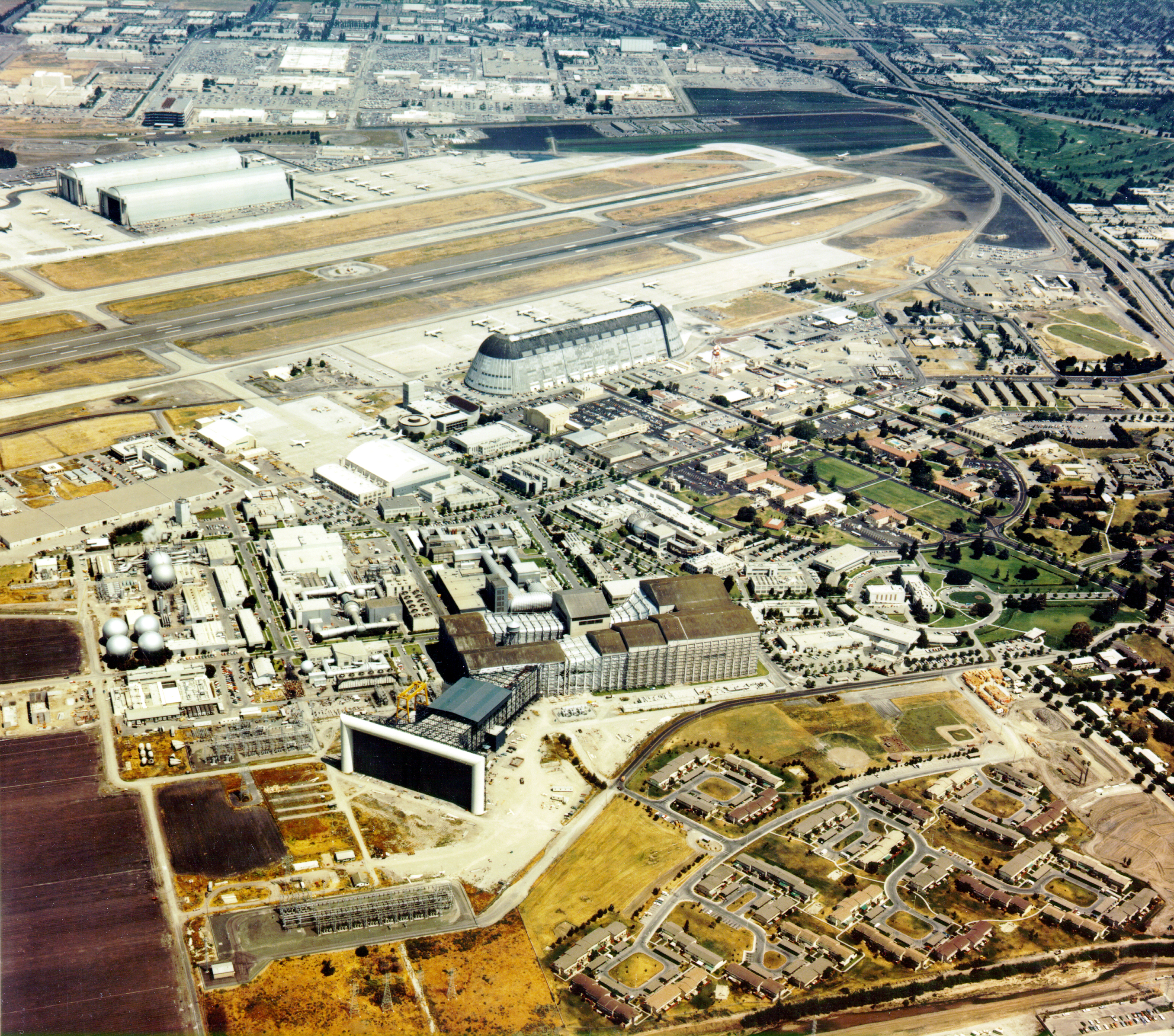
モフェットフィールドとエイムズ研究センターの航空写真

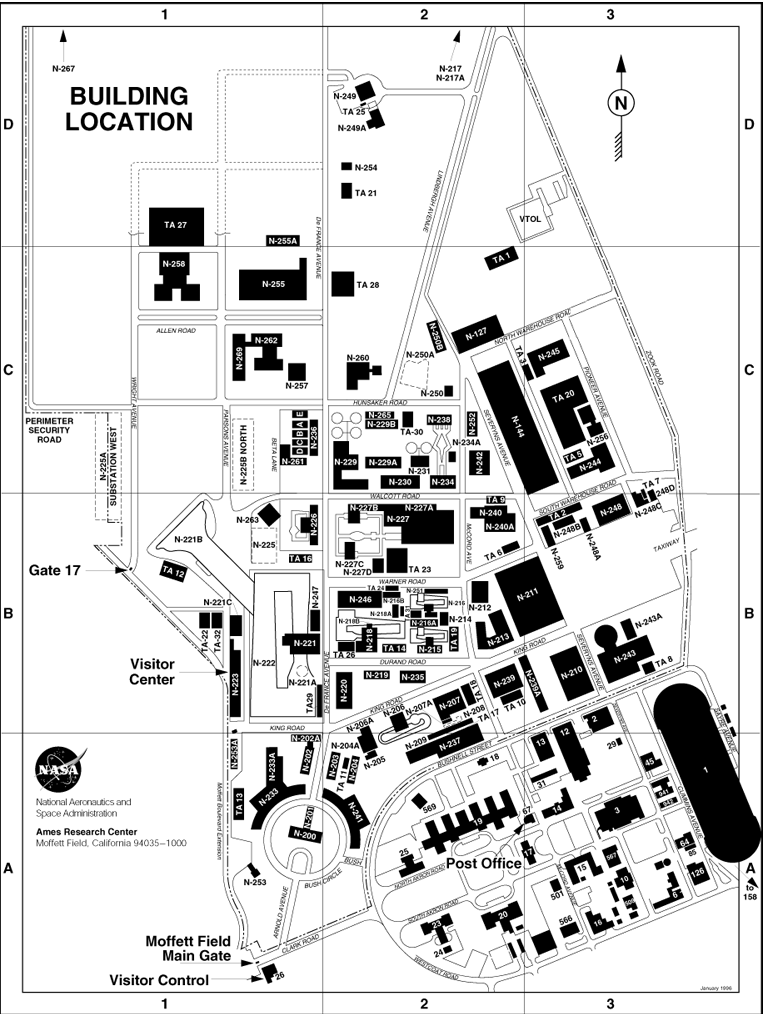
エイムズ研究センターの地図

エイムズ研究センター（エイムズけんきゅうセンター、英: Ames Research Center、ARC）は、モフェットフィールド（かつての空軍基地）にあるアメリカ航空宇宙局（NASA）の施設である。
アメリカ合衆国カリフォルニア州のマウンテンビューとの境界に近いサニーベールの43エーカーの土地を使っている。

## 概要
エイムズ研究センターの研究分野は、航空工学、生物学、宇宙科学と、宇宙開発技術研究の一環として情報技術、特に機械学習と人工知能などである。世界最大の風洞があり、実際の大きさの航空機を試験可能である。ただし、2003年にNASAはこの風洞と関連部門を手放し、現在ではアメリカ空軍がアーノルド技術開発センター（AEDC）の支所として運営している。
エイムズ研究センターは、NASAのいくつかのミッションのセンターとしても機能している（LCROSS, SOFIA, KEPLER）。また、オリオンやアレスを使った探査計画の立案も行っている。
モフェットフィールドにはNASAの専用施設だけでなく、大学との共同研究のための施設もある。ここで共同研究を行っている大学としては、カーネギーメロン大学ウェストコースト校、カリフォルニア大学サンタクルーズ校、サンノゼ州立大学がある。

## 歴史
1939年12月20日、国家航空諮問委員会（NACA）の二番目の研究施設として設置され、1958年に NASA に移管された。1939年8月にアメリカ合衆国議会がチャールズ・リンドバーグ委員会を設置し、その委員会が同年10月に場所を決定した。当初の名称はエイムズ航空研究所（Ames Aeronautical Laboratory）。これはNACA委員長を1919年から1939年まで20年にわたって務めたジョセフ・スウィートマン・エイムズにちなむ。
パイオニア計画（1960年代から1990年代）では、8機の宇宙探査機が打ち上げられたが、その管理運用はエイムズ研究センターで行われた。パイオニア10号とパイオニア11号は、史上初めて太陽系を離脱した探査機として有名である。パイオニア・ヴィーナス計画では、金星探査で大きな成果を上げた。

## 担当ミッション
- ルナ・プロスペクター - 月面探査ミッションであり、詳細な月面図の作成と氷の存在の確認を任務としていた。ディスカバリー計画の1つ。1999年7月31日終了。
- GeneSat-1 - 低コストかつ短期間で人工衛星を開発して打ち上げる実験。内部には細菌を使った自動実験施設が組み込まれた。2006年12月16日打ち上げ。
- フェニックス - 火星の北極で水の存在を探査する計画。2007年8月24日打ち上げ。
- マーズ・サイエンス・ラボラトリー - 次世代火星探査ローバー 2011年秋打ち上げ予定
- LCROSS - 月面で水の存在を探査する計画。LRO（別の月面探査機）と共に2009年6月17日打ち上げ予定。
- ケプラー - 地球と同じかそれより小さい惑星を探すミッション。恒星の前を惑星が横切って明るさが変化するのを検出する。2009年3月6日打ち上げ。
- SOFIA - ドイツ航空宇宙センターとの共同事業。航空機に天体望遠鏡を搭載し、高々度で観測する計画。航空機をアメリカ側が提供し、望遠鏡はドイツ側が提供する。

## 情報技術
NASAの Advanced Supercomputing（計算科学）部門、Human Factors（人間工学）部門、Intelligent Systems（知的システムと人工知能）部門は、エイムズ研究センターを中心としている。これらの研究開発部門は、NASAの探査計画やスペースシャトルの運用、宇宙科学や航空工学に関する研究を影で支えている。
Intelligent Systems（TI）部門は、NASAの各種ミッションで使われるソフトウェアやシステムを開発する部門である。ディープ・スペース1号にはこの部門が開発した人工知能システムが搭載されている。また、マーズ・エクスプロレーション・ローバーで日々の計画を立案するMAPGENソフトウェアもこの部門が開発した。国際宇宙ステーション向けのシステムも計画されている。

## 画像処理
衛星画像の画像処理を世界で初めて行ったのもエイムズ研究センターである。フーリエ解析を使ったコントラスト強調技術もここで開発された。

## 銃施設群
銃施設群は衝突物理学、高速度空気力学、および高速流体の性質を研究する施設である。
エイムズ垂直衝突銃施設 (AVRG) は月の衝突過程を科学的に研究してアポロ計画を支援するために設計された。AVGRは様々な提案中および進行中の惑星ミッション (たとえばスターダスト計画やディープ・インパクト計画) への支援も提供している。
AVGRは0.30口径の軽ガス銃とパウダー銃を使って、0.5 km/sから7 km/s近くまでの範囲の速度で発射物を放つことができる。標的真空チャンバーに対して銃の仰角を変化させることによって、衝突角は重力ベクトルに対して0°から90°まで可能である。このユニークな特徴はクレーター形成過程を研究する上で極めて重要である。
標的チャンバーは直径と高さがおよそ2.5 mで様々な種類の標的および固定物に適応できる。それは真空レベルを0.03 Torr以下を維持できる上に、別の惑星の大気をシミュレートするために様々なガスで満たすこともできる。衝突イベントは通常ハイスピードビデオ/フィルム、または Particle Image Velocimatry (PIV) で記録される。
高速度自由飛行 (HFF) 銃は現在、空気力学設備 (HFFAF) と銃開発設備 (HFFGDF) の、2つの稼動設備によって構成される。HFFAFは弾道銃と衝撃波管駆動風洞の組み合わせである。その主な目的は自由飛行する空中弾道モデルの空気力学的特徴と流体の構造的詳細を調査することである。
HFFAFは16個のシャドウグラフ法による画像化部分を備えた実験セクションを持つ。それぞれの部分が高速度で飛行中のモデルの互いに直角な2枚の画像を撮影するのに使うことができる。これらの画像は、飛行履歴の記録と組み合わせることで、揚力、抗力、静的および動的安定性、流体特徴、およびピッチングモーメント係数などの極端条件下の空気力学パラメータを得るのに使うことができる。非常に高いマッハ数 (M ＞25) のシミュレーションのため、モデルは衝撃管によって生成された反対に流れるガス流へと放つことができる。この装置は高速度衝突実験のために再構成することもでき、空気熱力学的な能力も持っている。HFFAFは現在、NASAの超音速計画のための熱イメージングと遷移調査を支援するために、1.5″軽ガス銃を動かすような構成にされている。
HFFGDFは銃能力向上の研究のために使われ、場合によって衝突実験にも使われる。この設備はHFFAFと同じ倉庫の軽ガス銃およびパウダー銃を使って、直径3.2 mmから25.4 mmの大きさの粒子を0.5から8.5 km/sまでの範囲の速度に加速する。現在の調査努力のほとんどは地球大気圏突入の構成 (マーキュリー計画、ジェミニ計画、アポロ、スペースシャトル)、惑星突入デザイン (ヴァイキング計画、パイオニア・ヴィーナス計画、ガリレオ、マーズ・サイエンス・ラボラトリー)、および空力ブレーキ (AFE) の構成に集中している。この装置はスクラムジェット推進の研究 (NASP) や小惑星/軌道デブリ衝突の研究 (国際宇宙ステーション、再使用型宇宙往還機) にも使われている。2004年、この装置はリターン・トゥ・フライトの努力を支援するフォームデブリの力学実験のために使用された。2007年3月には、GDFは亜音速CEVカプセルの空力学のための冷却ガス銃を動かすために再構成されている。
電気アーク衝撃管 (EAST) 装置は高速度で大気圏に突入するあいだに起こる放射とイオン化の効果を調査するのに使われる。さらに、EASTは、1気圧以上の最初の圧力付加における空気内で起こるもっとも強い衝撃生成を要求する、爆風シミュレーションも提供する。この装置は実験要求の範囲に合わせるために、3つの別々の駆動部構成を持つ。駆動部は102 mmと610 mmの衝撃管のどちらのダイアフラムも接続することができ、高圧な102 mm衝撃管は762 mm衝撃トンネルを駆動することもできる。駆動部のためのエネルギーは1.25-MJ-キャパシタのストレージシステムによって供給される。

## 規模縮小
宇宙開発予算が減らされたことで、エイムズ研究センターでも2004年以降大規模な人員整理が行われている。同じころ、NASAでは無人探査よりも有人探査を優先する方針を打ち出した。このため無人探査用の人工知能などの研究を行っているエイムズがしわ寄せを受けた形である。
2005年9月28日、Googleとエイムズ研究センターは長期の共同研究の詳細を明らかにした。Googleは敷地内に約93,000平方メートルの共同研究施設を建設予定である。Googleとカーネギーメロン大学との共同プロジェクトとして、Gigapanプロジェクトがある。これはロボット工学を応用して超高解像度のデジタル画像を作り出すものである。また、Google マップの月版と火星版を作るプロジェクトもある。NASA側では Planetary Content プロジェクトと呼ばれている。
最初の企業との共同研究はヒューレット・パッカードとのもので、カリフォルニア大学サンタクルーズ校も含めた共同事業になっている（Bio-Info-Nano Research and Development Institute）。バイオテクノロジー、情報技術、ナノテクノロジーに関する研究開発を行っている。